# Bassanello

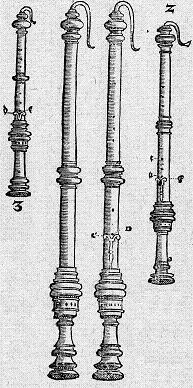
Bassanelli nach Praetorius

Das Bassanello (Plural Bassanelli) ist eine Schalmeienart vom Ende des 16. Jahrhunderts, die von Michael Praetorius im 2. Band De Organographia des Syntagma musicum beschrieben ist. Demzufolge wurden die Bassanelli von Giovanni Bassano in Venedig erfunden, wahrscheinlich gehen sie aber auf dessen Vater Santo Bassano († 1586) zurück. Jedenfalls sind sie nach der Musikerfamilie Bassano benannt. Bassanelli werden in drei Katalogen erwähnt, die 1577–1590, 1593 und 1613 datieren.
Die Bassanelli wurden mit einem S-förmigen Anblasbogen ohne Windkapsel geblasen. Sie hatten sechs Fingerlöcher vorne und eine Klappe. Hinten waren keine Löcher vorhanden. Die Bassanelli sollen im Klang den Pommern geähnelt haben, aber leiser gewesen sein. Praetorius beschreibt drei Größen: Bass (Tonumfang C bis e oder f), Tenoralt (G-c') und Diskant (d-g').